# Kościół Palmariański

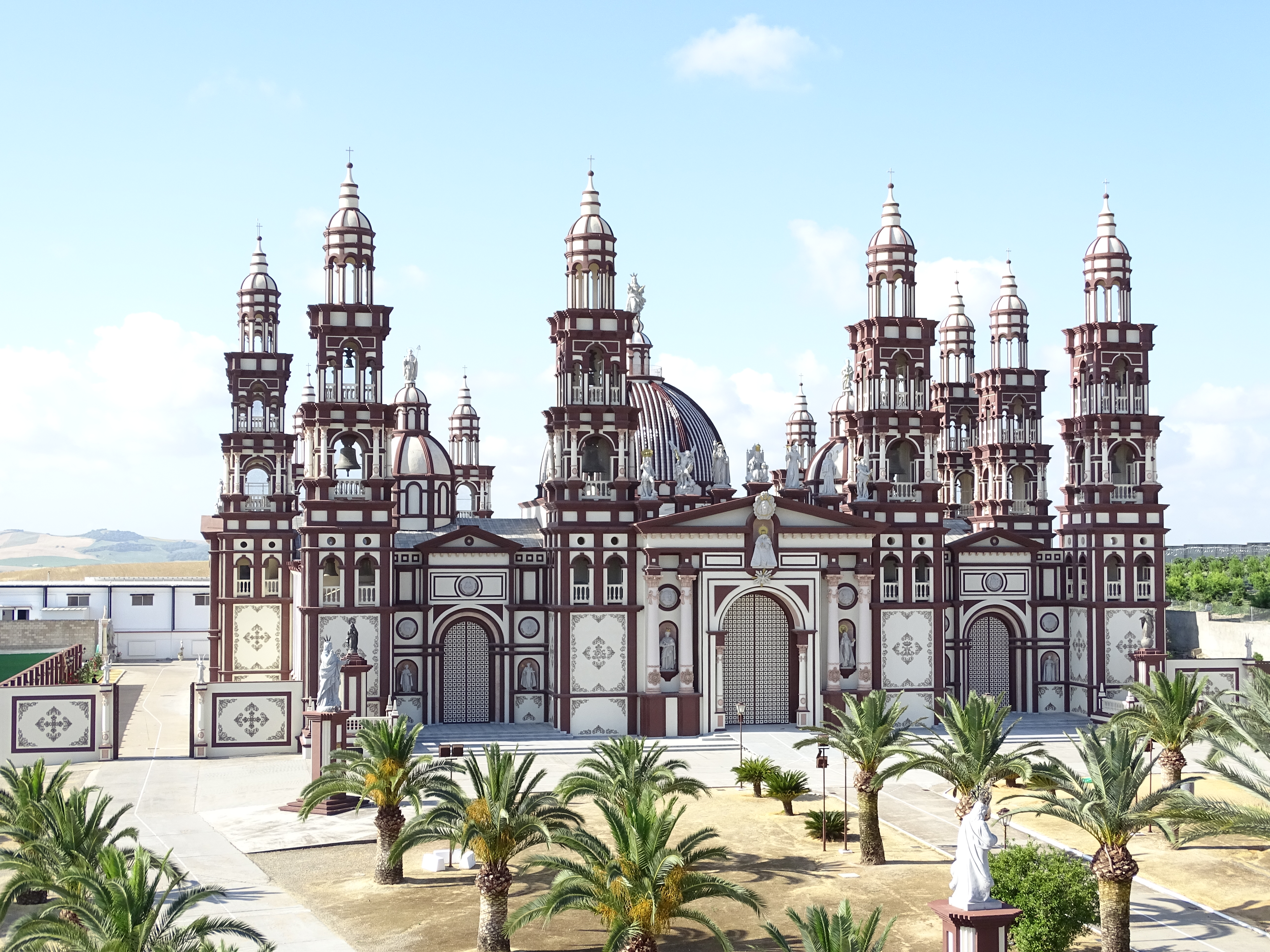
Palmariańska Bazylika Archikatedralna

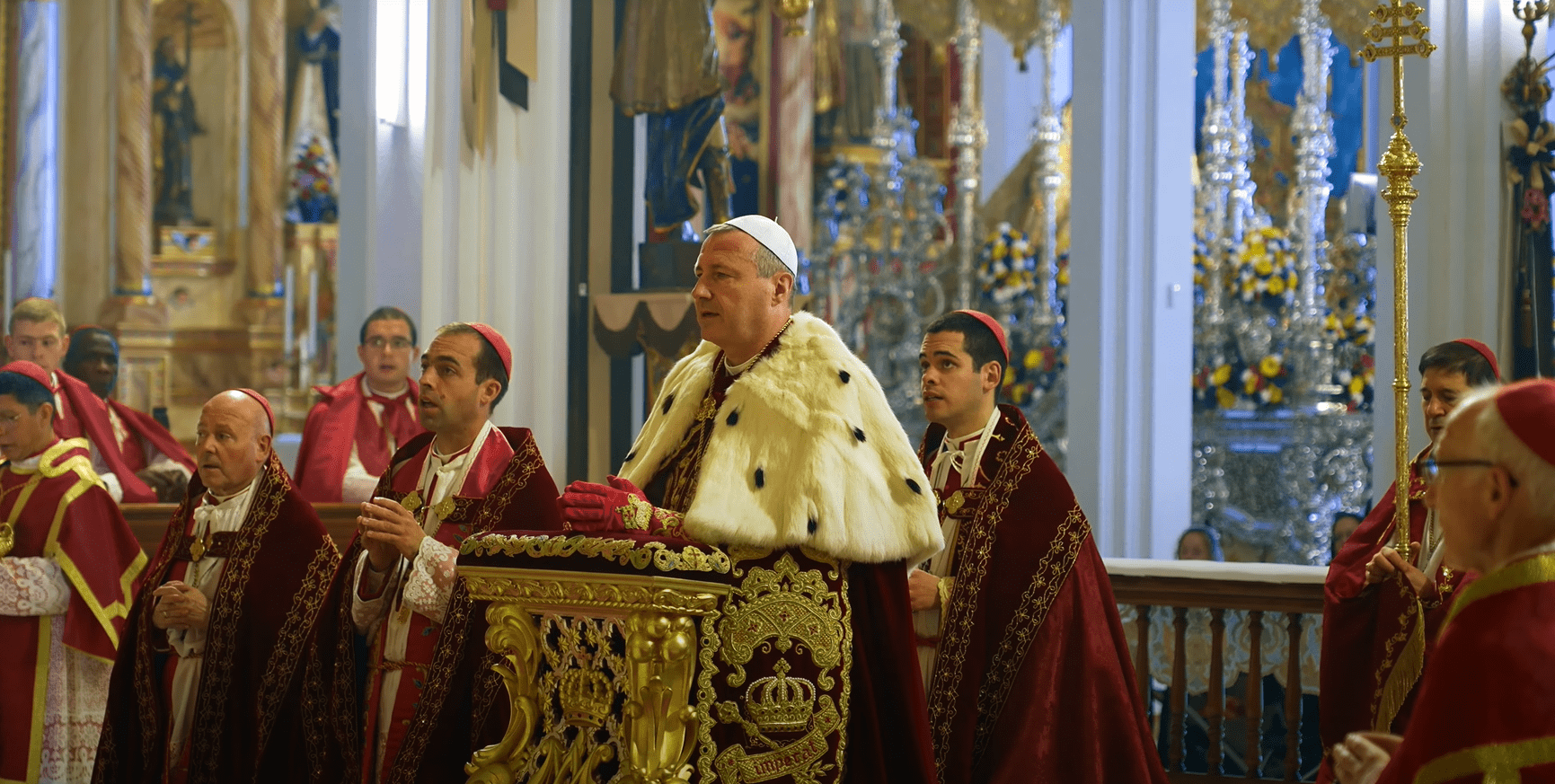
Msza Pontyfikalna – Antypapież Piotr III

Kościół Jeden, Święty, Katolicki, Apostolski i Palmariański – wspólnota wyznaniowa, powstała w Hiszpanii w latach 70. XX wieku.
Centrum religijne Kościoła znajduje się w Andaluzji w El Palmar de Troya.

## Historia
Powstanie Kościoła Palmariańskiego związane było z rzekomymi objawieniami, których miał doznawać od 30 marca 1968 roku w El Palmar de Troya w Hiszpanii agent ubezpieczeniowy Clemente Domínguez y Gómez. W widzeniu z 30 września 1969 roku Matka Boża z Góry Karmel miała potępić „progresywistyczną herezję Kościoła soborowego”. Wedle Domíngueza większość kardynałów, biskupów i księży popadła w apostazję, sam zaś papież Paweł VI stał się niewinną ofiarą masonerii i komunizmu, które faktycznie rządzą Kościołem. Papież miał być, zdaniem Domíngueza, poddawany wpływowi środków narkotykowych i przetrzymywany wbrew swojej woli w granicach Watykanu. Kościół Rzymski odrzucił prawdziwość tych objawień.
W grudniu 1975 roku, w myśl otrzymanych podczas objawień wskazówek, Clemente Domínguez y Gómez założył własną wspólnotę religijną – Zakon Karmelitów od Najświętszego Oblicza w braterstwie z Jezusem i Maryją. Pięciu jego członków, w tym założyciel, zostało 1 stycznia 1976 roku wyświęconych (z punktu widzenia Kościoła Rzymskiego „ważnie, ale niegodziwie”) przez katolickiego arcybiskupa Pierre'a Martina Ngô Đình Thụca, który w wyniku tych święceń został ekskomunikowany przez papieża Pawła VI. Kilka dni później – 11 stycznia 1976 roku – Pierre Martin Ngô Đình Thục konsekrował pięciu biskupów, wśród których był Domínguez.
W maju 1976 roku o. Clemente stracił wzrok w wypadku samochodowym. Miewał jednak rzekomo dalsze objawienia Jezusa Chrystusa, który przepowiedział mu tiarę i wielką misję odnowienia Kościoła poprzez walkę z herezją oraz nazwał go swym wikariuszem, z prawem automatycznej sukcesji po śmierci Pawła VI. Po wypadku „biskup Clemente” zmienił imię zakonne na Ferdynand, na pamiątkę króla Ferdynanda III Świętego.
6 sierpnia 1978 roku Clemente Domínguez y Gómez ogłosił się papieżem Grzegorzem XVII i 15 sierpnia został koronowany w Sewilli przez czterech spośród mianowanych uprzednio przez siebie kardynałów. Zgodnie z wyznawaną doktryną Grzegorz XVII miał być ostatnim papieżem, którego przeznaczeniem była śmierć na krzyżu w Jerozolimie. Wedle różnych źródeł w 1976 roku w Kościele Palmariańskim konsekrowano 48 biskupów, w roku następnym jedenastu, jednego w 1978 i 1981, dwóch w 1994, jednego w 1995, po dwóch w 1997 i 1998 oraz trzech w 2000 roku. Owych więcej niż siedemdziesięciu biskupów, popieranych przez grupy wiernych w wielu krajach (Hiszpanii, Irlandii, Wielkiej Brytanii, Francji, Niemczech, Szwajcarii, Włoszech, Kanadzie, Stanach Zjednoczonych Ameryki, Kolumbii, Brazylii, Argentynie i Nigerii), nazywa siebie „prawdziwym Kościołem”, poza którym „nie ma zbawienia”.
5 listopada 2000 roku osiemnastu biskupów Kościoła Palmariańskiego oraz siedem sióstr zakonnych zostało wyklętych przez Grzegorza XVII, prawdopodobnie z powodu próby „katolicyzacji” życia religijnego. Byli palmarianie szukali pomocy w innych odłamach tradycjonalistów. Z wyklętymi biskupami pozostali wierni kanadyjscy. Grzegorz XVII, w kazaniu z 20 listopada 2000 roku, stwierdził, że najbliższe Kościołowi Palmariańskiemu, spośród tradycjonalistów, jest Bractwo Świętego Piusa X. Grzegorz XVII ogłosił 47 oficjalnych dokumentów, a w swej bazylice zwołał pierwszą sesję „Świętego, Wielkiego i Dogmatycznego Soboru Palmariańskiego”. Odbył kilka wizyt zagranicznych, w tym do Ameryki Łacińskiej i po Europie. Kanonizował Francisco Franco i Krzysztofa Kolumba.
Do 1983 r. wspólnota stosowała nadzwyczajną formę rytu rzymskiego, później w znaczący sposób zmodyfikowano ryt trydencki, redukując go niemal do modlitwy u stopni ołtarza, offertorium i kanonu, po czym msza kończy się błogosławieństwem. W kwestiach obyczajowych wspólnota głosi bardzo rygorystyczną naukę, ma kilkadziesiąt tysięcy członków, głównie w Hiszpanii i Ameryce Łacińskiej.
21 marca 2005 roku zmarł założyciel Kościoła, papież Grzegorz XVII. Na jego następcę wybrano Manuela Alonso Corrala, który przybrał imię Piotra II. Na konklawe po śmierci Piotra II (zm. 15 lipca 2011) wybrano ks.Sergio Maríę (świeckie imię i nazwisko: Jesús Hernández Ginés), który przybrał imię  Grzegorza XVIII. Jednak po pięciu latach pontyfikatu zrezygnował z godności papieża i opuścił Kościół Palmariański. 22 kwietnia 2016, jego następcą został Markus Josef Odermatt, jako papież Piotr III.

## Poczet antypapieży Kościoła Palmariańskiego (od 1978 roku)
| Zdjęcie | Imię papieskie | Imię świeckie                    | Pontyfikat       | Pontyfikat               | Uwagi                                            |
| ------- | -------------- | -------------------------------- | ---------------- | ------------------------ | ------------------------------------------------ |
|         | Grzegorz XVII  | Clemente Domínguez y Gómez       | 6 sierpnia 1978  | 21 marca 2005 (27 lat)   | Antypapież.                                      |
|         | Piotr II       | Manuel Alonso Corral             | 21 marca 2005    | 15 lipca 2011 (6 lat)    | Gómez namaścił Corrala na swojego następcę.      |
|         | Grzegorz XVIII | Ginés Jesús Hernández y Martínez | 15 lipca 2011    | 22 kwietnia 2016 (5 lat) | Corral namaścił Martineza na swojego następcę.   |
|         | Piotr III      | Markus Josef Odermatt            | 22 kwietnia 2016 | pontyfikat trwa          | Martinez namaścił Odermatta na swojego następcę. |